# Всемирная федерация глухих
Всемирная федерация глухих (англ. World Federation of the Deaf (WFD)) — международная неправительственная некоммерческая организация, является главенствующим органом для всех национальных ассоциаций глухих. Организация фокусируется на защите прав глухих по всему миру. Тесно сотрудничает с ООН (имеет консультативный статус), а также разными его подразделениями.
Все 11 членов Совета организации являются глухими. Штаб-квартира находится в Финляндии, Хельсинки.

## История
В сентябре 1951 года в Риме собрались представители национальных организаций глухих 30 стран — так была основана Всемирная федерация глухих (ВФГ).
В 1958 году ВФГ объявила последнее воскресенье сентября Международным днём глухих.
Всероссийское общество глухих, образованное 21-25 сентября 1926 года, является полноправным членом Всемирной федерации глухих (ВФГ) с 1955 года.
Главная задача ВФГ — защита прав глухого человека, повышение качества его жизни. Результатом активного взаимодействия ВФГ с органами государственной власти РФ стало решение об утверждении Правительством РФ нового федерального перечня реабилитационных мероприятий, технических средств и услуг, предоставляемых инвалидам за счет федерального бюджета, в который кроме слуховых аппаратов, включены:
- телефонные устройства с текстовым выходом (это факсы, мобильные телефоны с функцией передачи СМС сообщений);
- сигнализаторы звука световые и вибрационные;
- телевизоры для приема программ со скрытыми субтитрами;
- сурдопереводческие услуги.